# ひきこもり探偵シリーズ
ひきこもり探偵シリーズ（ひきこもりたんていシリーズ）は、坂木司による推理小説のシリーズ。デビュー作『青空の卵』からの3部作を指す。いわゆる日常の謎を扱っている推理小説であるが、それと同時にその事件を通して描かれる人間ドラマにも重きを置いている。

## 概要
引きこもりから、 在宅の仕事をし、自宅より近所の食品店までの北限500メートル以内の圏内で生活をしている主人公鳥井真一、その友人、坂木司の周りで起こる出来事（「日常の謎」と呼ばれる、ふと気になること）を鳥井に尋ね、解決していく推理小説。物語は鳥井の友人、坂木の視点で語られる。鳥井が、その場で言い当てることもあれば、鳥井自身が坂木と現場へ同伴し、解決への糸口を見つけることもある。
2002年から2004年にかけて創元クライム・クラブ（東京創元社）より刊行された。2006年には文庫版が創元推理文庫（東京創元社）より刊行された。シリーズ累計は『切れない糸』創元推理文庫版時点で35万部、オーディオブック版『仔羊の巣』時点で40万部。
『青空の卵』『仔羊の巣』は短編連作作品、『動物園の鳥』は長編作品となっている。『青空の卵』単行本版は作中の登場人物と同姓同名の人物、寺田結美、松谷明子による作者坂木へのインタビューが収録された。『青空の卵』収録作品「秋の足音」は『きみが見つける物語』友情編に収録。タイトルにはそれぞれ別名があり、『青空の卵』は「春の子供」、『仔羊の巣』は「野生のチェシャ・キャット」に因む言語、『動物園の鳥』はフランス語のものとなっている。『動物園の鳥』巻末には「白い日」という後日談、これまで作中に登場した料理のレシピが2人分の量として掲載されている。レシピに掲載され「白い日」で披露されたパンプディング残りから作ったラスクのパンは、フランスパンと指定されている。
他の坂木作品への関連として、「ひきこもり探偵」に登場する人物と同一要素を備えた登場人物が他の坂木作品においても登場の他『切れない糸』『和菓子のアン』『ウィンター・ホリデー』では物語の舞台ともなった「商店街」が『仔羊の巣』収録作品「銀河鉄道を待ちながら」にも、鳥井、坂木が木村を尋ねるまでの風景として登場する。「商店街」で繋がる後の作品に「商店街」と同時に「ひきこもり探偵」独自の要素が同時に現れないため、同じ「商店街」であるかは不明。

## あらすじ
平凡なサラリーマン・坂木司の親友・鳥井真一は家庭環境と学生時代のいじめにより人間不信に陥り、ひきこもりとなっている。そんな彼に少しでも立ち直ってもらうため、坂木は外で起こった日常の様々な出来事を話す。鳥井はその中に含まれた謎をあっさりと解いてみせる。2人はそれを通じて様々な人々と出会い、交流を深めていく。

## 登場人物

### 主要人物
鳥井 真一（とりい しんいち）
このシリーズの主人公でひきこもりの名探偵。頭の回転が速く、わずかな情報から物事を推理することが出来る。幼い頃に母親に捨てられ、父親も仕事が忙しかったため、幼少時代は祖母と共に過ごす。その後中学生時代にいじめにあったのをきっかけに不登校になる。またその時期に坂木と知り合い、彼と友人になる。基本的には外に出ることを嫌うが、坂木と一緒ならばある程度の外出は可能である。自宅でコンピュータプログラマーの仕事をしている。家にいることがほとんどのためか、かなりの料理好きで腕前も上々。趣味は全国各地の銘菓を通販で取り寄せること。坂木が寄稿した『パレス・メイヂ』著者久世番子のお気に入りキャラクター。
坂木 司（さかき つかさ）
このシリーズのもう一人の主人公で語り部。27歳。木村の自宅最寄り駅から電車で30分前後かかる駅周辺にある外資系保険会社に務める平凡なサラリーマン。子供の頃、美術品ではダリ、ピカソ、書籍では偉人伝、「御手洗潔」シリーズに親しむ。対人面においても非凡な人物に憧れを抱いており、鳥井の友達になったのもそのため。鳥井が唯一無二の信頼を寄せる人物である。棘のない温厚な性格。非常に涙もろい。事件解決に奔走する鳥井に寄り添う中で、本人はワトソン役を担いたいと願っている。鳥井不在の「野生のチェシャ・キャット」では、解決後に鳥井からフォローが入るものの、現場で鳥井の代理もつとめた。滝本の妹には劣る妹がいるが3作通じて未登場。
作者と同名である理由は、作者がペンネームを考えるときに彼の名前を流用したため。
滝本 孝二（たきもと こうじ）
鳥井・坂木の高校時代の同級生。現在は警察官として務めている。2人と再会後、食事目当てに度々巡回中などに訪れるようになる。
小宮 弘幸（こみや ひろゆき）
滝本の部下。京都出身。大らかな滝本に度々振り回されている。児童心理学について詳しい一面を持つ。
巣田 香織（すだ かおり）
デパート勤務のOL。ある事件をきっかけに鳥井・坂木と知り合い、その後度々2人の元を訪れるようになる。美人。男性恐怖症気味。
木村 栄三郎（きむら えいさぶろう）
台東区内、浅草近くの駅から徒歩15分の範囲に住む細工職人で、昔ながらの職人気質を持っている。元々は坂木の会社の顧客であるが、その後鳥井と知り合い、度々彼に電話をかけたり外に誘ったりしている。カルチャースクールの講師もしている。鉄拳制裁も辞さない昔気質を持ち、日々の「日常の謎」の中では年配者として犯人への叱責役も担う。作者坂木の祖父がモデル。『ワーキング・ホリデー』にも、「山内」を介した「ハニービー・エクスプレス」同姓同名の顧客として登場した。

### 青空の卵
塚田、中川丈太郎が『仔羊の巣』、佐藤マリオが『動物園の鳥』にも登場する。
塚田 基（つかだ もとい）
交通事故により両の光を失った視覚障害者。付きまとう安藤とのトラブル解決を、安藤を不審者とした偽の事件をもって鳥井たちに依頼する。
安藤 純（あんどう じゅん）
女装や背広姿で容姿を偽り、塚田に付きまとう男。事件当初、鳥井からは「人魚姫」と呼ばれていた。事件解決後は、芸名を石川助六（いしかわ すけろく）とする本業の歌舞伎役者の活動に戻る。
中川 丈太郎（なかがわ じょうたろう）
水産会社の社長。妻とし子の代筆をしていた。事件後は、妻とし子と共に開店した家庭料理店「なか川」の主人として鳥井、坂木、木村を迎える。
中川 とし子（なかがわ としこ）
安藤の舞台を芸名の助六を崩した「六ちゃん」と応援する中年の女性。当初は夫・丈太郎の社長婦人として従事していたが、次第に居場所をなくし、プライベートに居場所を求め、安藤にプレゼントを送り続ける。
佐藤 マリオ（さとう マリオ）
佐藤隆之、マリアの子。隆之が帰国後、ペドロを付き添いに日本に入国。街の一角で佇んでいたところを帰宅中の坂木に発見され、後日拾われる。鳥井からは「マリオ・佐藤」とも呼ばれた。
佐藤 隆之（さとう たかゆき）
本場のルチャリブレを求めて日本を飛び出しメキシコを目指したプロレスラー。リングネームはエル・ボルカン。マリアとの出会いを経て、本場で続けることへの挫折、息子を含んだ家族養育の重みに耐え兼ね、単身日本へ帰国。帰国後はレスラーを続け、月に1回、マリアへ送金していた。
マリア・クレメンテ
隆之の妻、マリオの母。隆之が旅立ったメキシコの現地人で、ウェイトレスをしていた。隆之とは、隆之のストリートキッズへの対応を見咎めたことがきっかけで知り合う。隆之の日本への帰国要望を、息子マリオの存在を伝えて了承する。
ペドロ
マリアの近所に住む知人。マリオを連れて日本に入国した。
鳥井 誠一（とりい せいいち）
鳥井の父親。バンクーバーに滞在。海外での生活で物腰が洗練されている反面、鳥井と正面からの込み入った対話を避けている。海外生活の経験から外国語を話せる。

### 仔羊の巣
吉成、佐久間、寺田、檜山が『動物園の鳥』にも登場する。
吉成 哲夫（よしなり てつお）
坂木の同僚。屈託のない性格。
佐久間 恭子（さくま きょうこ）
坂木の同僚。社内での不審な挙動に坂木と吉成の不審を買う。後に問い詰めた2人が先に自身の身の上話を打ち明けたことで、つられるようにして真相を打ち明ける。
下島（しもじま）
塚田と顔見知りの駅員。斎藤を紹介する。
斎藤（さいとう）
下島の同僚。地下鉄の駅で起こっている事件を鳥井たちに聞かせる。
土屋 降介（つちや こうすけ）
元地下鉄の運転士。定年退職後、木村の教室に通い、罪滅ぼしに14個の玩具を作ろうとしている。
寺田 結美（てらだ ゆみ）
滝本の紹介で鳥井たちの知るところになった土産菓子の送り主。以前利用していた電車で事件に巻き込まれ、以来バイク乗りになる。
檜山 利明（ひやま としあき）
地下鉄で風船を持って立っていた人物。親の仕事の都合で転勤を繰り返していた。事件後は木村の自宅に通うようになる。
土田 登（つちだ のぼる）
檜山の旧友。家族構成や性格などで檜山との仲はよくなかった。
矢崎 明日香（やざき あすか）
坂木を襲撃した女子高生。佐久間を「お姉ちゃん」と呼ぶ。ユカ、トモと称する2人の友人がいる。

### 動物園の鳥
高田 安次朗（たかだ やすじろう）
木村とは「ヤスちゃん」「エイちゃん」と呼ぶ友人。自身がボランティアとして勤務する動物園での事件の解決に鳥井たちを招待する。
松谷 明子（まつたに あきこ）
普段は雑貨店に勤務しつつ高田に続いて動物園に若手枠のボランティアとして採用され勤務するフリーター。男女で印象が異なり、男性でも鳥井や木村からの印象がよくない。園内では動物たちの餌やりに煮干しとドッグフードが入った「こんにちはセット」を常に持っている。作者坂木の別作品『ホテルジューシー』（KADOKAWA）にも同姓同名の人物が登場。「こんにちはセット」を持つ。
滝本 美月（たきもと みづき）
滝本の妹。病弱で周囲から温かく迎えられた環境で育ち、物事をはっきり言う習慣が身に付いている。
江畑 憲満（えばた のりみつ）
動物園の広報課に勤務する、ボランティアとして勤務する従業員たちの統括者。立場から動物園近辺にたむろするホームレスにも名前が通っている。
ガンちゃん
頭に障害を抱えている噂のホームレス。療育手帳を持ち、ミサに通っている。
谷越 淳三郎（たにこし じゅんざぶろう）
高田と松谷がボランティアとして勤務する動物園の出入り業者「エース製薬」に営業職として勤務する社員。鳥井と坂木の同級生。坂木の記憶を通した中学時代の様子は、流行りに飛びつき、クラス中に自慢をする性格のため、当時から坂木が惹かれていた鳥井とは相容れず衝突していたという。

## 書籍情報
| 巻数 | タイトル   | 別名                 | レーベル             | 初版発行日     | ISBN               | 収録話                                                                       |
| ---- | ---------- | -------------------- | -------------------- | -------------- | ------------------ | ---------------------------------------------------------------------------- |
| 1    | 青空の卵   | EL HUEVO EN CIELO    | 創元クライム・クラブ | 2002年5月30日  | ISBN 4-488-01289-2 | - 夏の終わりの三重奏 - 秋の足音 - 冬の贈りもの - 春の子供 - 初夏のひよこ     |
| 1    | 青空の卵   | EL HUEVO EN CIELO    | 創元推理文庫         | 2006年2月24日  | ISBN 4-488-45701-0 | - 夏の終わりの三重奏 - 秋の足音 - 冬の贈りもの - 春の子供 - 初夏のひよこ     |
| 2    | 仔羊の巣   | THE LAMB'S NEST      | 創元クライム・クラブ | 2003年5月15日  | ISBN 4-488-01291-4 | - 野生のチェシャ・キャット - 銀河鉄道を待ちながら - カキの中のサンタクロース |
| 2    | 仔羊の巣   | THE LAMB'S NEST      | 創元推理文庫         | 2006年6月23日  | ISBN 4-488-45702-9 | - 野生のチェシャ・キャット - 銀河鉄道を待ちながら - カキの中のサンタクロース |
| 3    | 動物園の鳥 | L'OISEAU DANS LE ZOO | 創元クライム・クラブ | 2004年3月25日  | ISBN 4-488-01296-5 | - 動物園の鳥                                                                 |
| 3    | 動物園の鳥 | L'OISEAU DANS LE ZOO | 創元推理文庫         | 2006年10月13日 | ISBN 4-488-45703-7 | - 動物園の鳥                                                                 |

## メディアミックス

### 漫画
シリーズ第1作『青空の卵』の漫画版が『ウィングス』（新書館）にて「夏の終わりの三重奏」「秋の足音」2話が2009年9月号から2010年10月号、「冬の贈りもの」「春の子供」2話が『ウィングス』2011年2月号から2013年4月号にかけて連載された。作画は藤たまき。連載時に掲載されなかった「初夏のひよこ」は、描き下ろしとしてコミックス2巻に収録された。漫画化は、当初は同タイトルで『仔羊の巣』『動物園の鳥』を含んだ「ひきこもり探偵シリーズ」としての予定だったが『仔羊の巣』『動物園の鳥』は漫画化されず『青空の卵』のみの漫画化となっている。
- 坂木司（原作）・藤たまき（作画） 『青空の卵』 新書館〈ウィングス・コミックス〉、全2巻
  1. 『青空の卵（1）』2011年1月10日第1刷発行（2010年12月24日発売[17]）、ISBN 978-4-403-61989-2
収録話：「夏の終わりの三重奏」「秋の足音」
  2. 『青空の卵（2）』2013年5月10日第1刷発行（2013年4月25日発売[18]）、ISBN 978-4-403-62161-1
収録話：「冬の贈りもの」「春の子供」「初夏のひよこ」

### テレビドラマ
シリーズ第1作『青空の卵』（あおぞらのたまご）は、2012年7月28日から9月29日まで毎週土曜日25:30 - 26:00（JST）にBS朝日「ドラマインソムニア」枠でテレビドラマが放送された。主演は阿久津愼太郎と井上正大のW主演。
原作「冬の贈りもの」「初夏のひよこ」を除く「夏の終わりの三重奏」が「月夜の三重奏」、「秋の足音」が「人魚の足音」、「春の子供」が「羽をもつ子供」のサブタイトル名で原作1話を各3話ずつの構成で全9話にわたって放送。2012年11月9日、期間限定でドラマ内の食事を再現した「青卵カフェ」が東京ジョイポリスの一角で開催された。2012年12月4日、各巻に3話ずつまとめた全3巻のDVD版が制作協力のポニーキャニオンより発売。
鳥井登場シーンでは鳥井の叩くノートパソコンにソースコードが映る、原作で佐藤「マリオ」とカタカナ表記だったマリオの名前が、原作で出自を理解する前の坂木やマリオ自身の台詞としての表記だった佐藤「まりお」とひらがな表記、「月夜の三重奏」犯人に、原作にない「月夜の魔女」通称が追加されている等、原作の設定に一部ドラマ独自の追加や変更が行われている。イベントも開催された料理には全話にフードコーディネーターがつき、銘菓は実在する菓子屋から提供を受けている。「羽をもつ子供」には、佐藤まりおが話す言語に因む監修が参加した。
主題歌「glow」は既にkeeno単独の曲としてネットに投稿されていた曲でドラマプロデューサーは起用発表時、主題歌にピッタリだと答えた。
安藤役の志尊は、他の坂木作品のドラマ化作品『女子的生活』で、主人公小川みき役を担当。

#### キャスト
- 鳥井真一 - 阿久津愼太郎
- 坂木司 - 井上正大
- 滝本孝二 - 春川恭亮
- 小宮 - 鈴木勝吾
- 巣田香織 - 黒川芽以
- 塚田基 - 平野良
- 安藤純 - 志尊淳
- 佐藤隆之 - 佐々木喜英
- 佐藤まりお - 星野麻都
- 鳥井誠一 - 清水章吾

#### スタッフ
- 原作 - 坂木司 『青空の卵』（創元推理文庫刊）
- 脚本 - 松田恵里子、山田典枝、栗原智子
- 監督 - 中島良
- 総合プロデュース - 木村元子
- プロデューサー - 岡田佳治、熊谷伍朗、高橋陵、佐々木博之
- 主題歌 - keeno feat.ぐるたみん「glow」
- 企画 - ポニーキャニオン、Thanks Lab.
- 企画協力 - テレビ朝日、フラミンゴ
- 制作協力 - ドリームプラス
- 制作 - BS朝日、「青空の卵」製作委員会

| BS朝日 ドラマインソムニア（土曜深夜ドラマ） | BS朝日 ドラマインソムニア（土曜深夜ドラマ） | BS朝日 ドラマインソムニア（土曜深夜ドラマ） |
| 前番組                                      | 番組名                                      | 次番組                                      |
| ------------------------------------------- | ------------------------------------------- | ------------------------------------------- |
| 悪夢のドライブ （2012.4.28 - 6.30）         | 青空の卵 （2012.7.28 - 9.29）               | -                                           |

### オーディオブック
オーディオブック版が「kikubon」より西山宏太朗朗読で「ひきこもり探偵」シリーズ全3作を配信。「FeBe」より寺島愛朗読で『青空の卵』『仔羊の巣』を配信。

### ドラマCD
以下のキャスト他でドラマCD化がインターコミュニケーションズ制作、2010年12月25日発売予定、内容は『青空の卵』からの「夏の終わりの三重奏」、イラストは漫画版と同じ藤たまきとして告知。収録も開始されていたが、インターコミュニケーションズの倒産により立ち消えとなった。
- 鳥井真一 - 羽多野渉
- 坂木司 - 浪川大輔
- 巣田香織 - 遠藤綾

## 評価
「仔羊の巣」単行本版解説をつとめたはやみねかおるは、「仔羊の巣」単行本版帯にコメントを寄せるほど作品に一定の評価を示しつつ、自分は個人として主人公鳥井が好きになれない。そのような、向けられた対象を好きになれない人もいるのが「世界」である、と述べた上で、物語の世界が広がる中、世界が萎んでいくことのないように作者坂木に頼んでいる。物語は坂木が鳥井を突き放し、鳥井が自身の意思で坂木宅へ向かい、扉を叩いた時点で完結している。
「仔羊の巣」文庫版解説をつとめた有栖川有栖は、「仔羊の巣」単行本版解説はやみねの評価を継いで、天藤真作品等、過去の探偵の例を挙げて鳥井の気に入られなさを擁護しつつ、自分も鳥井を好きになれない、好きになれないところに「引きこもり」問題を伝える意図がある、と述べている。